# Tibhar
Tibhar est un équipementier allemand spécialisé dans les produits pour le tennis de table.
La société tient son nom de son fondateur Tibor Harangozo, ancien joueur et entraîneur de tennis de table yougoslave installé à Sarrebruck.
Tibhar sponsorise des joueurs tels que Patrick Chila, Christophe Legout, Vladimir Samsonov, Emmanuel Lebesson, Paul Drinkhall, Tristan Flore, Romain Ruiz ou Chen Chien-an.

## Revêtements
- Tibhar Evolution
- Tibhar Aurus
- Tibhar Sinus
- Tibhar Nimbus
- Tibhar Vari Spin (et Vari Spin D.Tecs)
- Tibhar Grass
- Tibhar Speedy Soft
- Tibhar Genius
- Tibhar Volcano
- Tibhar Quantum (S)
- Tibhar 5Q (5Q sound ou 5Q VIP)

## Bois
- Tibhar Nimbus
- Tibhar Stratus
- Tibhar Sensitec
- Tibhar IV C, L, S et T
- Tibhar Samsonov Alpha SGS, Carbon SGS et Carbon
- Tibhar Balsa SGS, Carbon.
- Tibhar Patrick Chila
- Tibhar Triple Carbon
- Tibhar Black Carbon
- Tibhar Texo

## Housses
- Coffret Tibhar Alu (en bleu, noir ou couleur alu)
- Tibhar Twister, simple ou double
- Tibhar Jazz, ronde ou simple (en violet, rouge, rose ou bleu roi)

## Sacs
- Sac à dos, sac Tibhar Speed (en rouge ou bleu roi)
- Sac à dos, sac Tibhar Cube (en orange, vert ou bleu roi)
- Sac à dos, sac Tibhar Boomerang (en violet ou rouge)
- Sac de sport, Sac Tibhar Hong Kong (en bleu ou en noir)

## Chaussures/Chaussettes
- Chaussures Tibhar Basic (du 36 au 46)
- Chaussures Tibhar Progess Future, Lady, Soft (Future et Soft, du 33 au 46; Lady, du 33 au 40)
- Chaussures Tibhar TT-Energy (du 36 au 46)
- Chaussettes Tibhar Paint (du 36 au 47, en orange, rouge ou bleu)
- Chaussettes Tibhar Cross (du 36 au 47, en rouge ou bleu)

## Serviettes
- Tibhar Microfibre (50 × 100 cm)
- Tibhar Cube (50 × 100 cm, en bleu marine, gris-orange ou noir-roi)
- Tibhar Point (50 × 100 cm, en noir-rouge ou noir-roi)